# Ophiopsila pantherina
Ophiopsila pantherina is een slangster uit de familie Ophiocomidae.
De wetenschappelijke naam van de soort werd in 1898 gepubliceerd door René Koehler.